# Virus de la mosaïque de l'arabette
Nepovirus arabis
Espèce
Synonymes
- Arabis mosaic virus (ICTV, 1971)

Nepovirus arabis, le virus de la mosaïque de l'arabette (AMV, acronyme d’Arabis mosaic virus), est un phytovirus pathogène du groupe des Nepovirus, appartenant à la famille des Secoviridae.
Ce virus, transmis par des nématodes, est responsable de maladies chez de nombreuses plantes monocotylédones et dicotylédones, cultivées ou non, notamment chez le haricot, le concombre, le tabac, le pétunia, etc. C'est l'un des membres du complexe de la dégénérescence infectieuse responsable de la maladie du court-noué de la vigne.

## Référence biologique
- (en) ICTV : Arabis mosaic virus  (consulté le 1er février 2021)